# Platylister doriae
Platylister doriae är en skalbaggsart som först beskrevs av Lewis 1888.  Platylister doriae ingår i släktet Platylister och familjen stumpbaggar. Inga underarter finns listade i Catalogue of Life.